# Сините камъни (квартал на Сливен)
Комплекс „Сините камъни“ е вторият по големина жилищен комплекс в Сливен, жителите му наброяват около 18 000 – 20 000 души. Комплексът е изграден предимно от множество панелни жилищни блокове. Той се намира в североизточната част на града, откъдето се откриват прекрасни гледки към скалния масив Сините камъни.
В последните години в комплекса се наблюдава преориентация на строителството, като се строят усилено нови, модерни жилищни кооперации и сгради. Оттук минава и Ичеренското шосе, в началото на което се намират Домът за стари хора и акушеро-гинекологичната болница „Ева“.